# أمير أباد كافتر
أمير أباد كافتر (بالفارسية: امیرآباد کافتر) هي قرية تقع في البلدة المركزية في إيران. يقدر عدد سكانها بـ 1,368 نسمة .